# Tigerenten Club
Der Tigerenten Club ist eine deutsche Fernsehunterhaltungssendung für Kinder, die vom SWR für die ARD produziert und samstags und sonntags im Ersten sowie im KiKA ausgestrahlt wird. Sein Name leitet sich von der fiktiven Janosch-Figur Tigerente ab.

## Sendung
Der Tigerenten Club wurde als Nachfolgesendung des zuvor auf diesem Sendeplatz ausgestrahlten Disney Clubs konzipiert, dessen Moderatoren anfänglich auch übernommen wurden. Die erste Ausgabe der Sendung wurde am 6. Januar 1996 ausgestrahlt. Die Idee zum Tigerenten Club hatte der SWR-Regisseur Joachim Lang, der auch das Konzept entwickelte und als erster Regie führte. Anfänglich wurden im Rahmen des Tigerenten Clubs verschiedene Zeichentrick- und Realserien für Kinder ausgestrahlt, beispielsweise Duck Tales, Isnogud, Walter Mellon oder Neues vom Süderhof.
Im Tigerenten Club treten zwei Schulklassen jeweils als Tigerenten- und Fröscheteam zusammen mit ihren Lehrern in Spielen gegeneinander an. Das Verliererteam schickt seinen Lehrer am Ende des Spiels baden, die Gewinnerklasse erhielt bis September 2009 zudem Sachpreise und einen Pokal.
Seit Oktober 2009 erhalten die jeweiligen Teams Preisgelder in Höhe von 600 Euro bzw. 400 Euro. Gemeinsam mit Herzenssache e. V., der Kinderhilfsaktion von SWR, SR und den Sparda-Banken Südwest und Baden-Württemberg, suchen die Teilnehmer ein Projekt aus, das sie gerne unterstützen möchten, um bedürftigen Kindern zu helfen.

## Moderatoren
Die Moderatoren des ehemaligen Disney Clubs Stefan Pinnow und Judith Pinnow moderierten bis Ende Dezember 1997 den neuen Tigerenten Club. Im neuen Jahr 1998 ging der Club mit zwei neuen Moderatoren, Pamela Großer und Dennis Wilms, an den Start. Im März 2003 verließ Wilms den Tigerenten Club und wurde durch Malte Arkona ersetzt. Bis Dezember 2007 moderierte er mit Pamela Großer, bis der Tigerenten Club am 15. Dezember mit neuem Konzept, neuem Studio und Katharina Gast als neue Moderatorin startete. Nur ein Jahr später verließ Arkona die Sendung und Pete Dwojak wurde neuer Moderator. Im März 2012 kehrte Gast der Sendung den Rücken und überließ ihren Platz Muschda Sherzada, die ab dem 6. Mai 2012 den Tigerenten Club moderierte. Mit dem Wechsel bekam die Sendung auch ein neues Konzept mit neuen Spielen und einigen Überraschungen. Am 10. März 2013 moderierte Pete Dwojak gemeinsam mit Sherzada und dem Gast Oliver Pocher seine letzte Sendung und verabschiedete sich nach vier Jahren aus der Sendung. Der Moderator Lukas Nimscheck war vom 31. März 2013 bis 9. März 2014 an der Seite von Sherzada im Einsatz. Am 23. März 2014 kehrte Malte Arkona zum Club zurück und moderierte erneut bis zum 28. Mai 2017. Seit März 2017 moderiert Johannes Zenglein den Tigerenten Club. Ende September 2018 verabschiedete sich Muschda Sherzada in den Mutterschutz und wurde währenddessen von Jessica Schöne vertreten, die die Sendung von November 2018 bis Dezember 2019 an der Seite von Zenglein moderierte. Im Dezember 2019 kehrte Sherzada zurück und moderierte bis April 2020 erneut den Tigerenten Club, bis sie ihre letzte Sendung nach 7 Jahren moderierte. Ihre Nachfolgerin war Amelie Stiefvatter, die von März 2020 bis März 2021 gemeinsam mit Johannes Zenglein den Tigerenten Club präsentierte.
Im März 2021 kündigte der Tigerenten Club an, dass Jess Schöne zum Tigerenten Club zurückkehren wird und im Juni 2021 auch Muschda Sherzada. Beide werden im Wechsel an der Seite von Johannes Zenglein die Sendung präsentieren. Im Juni 2022 wurden Jess Schöne und Muschda Sherzada durch Laura Knöll ersetzt.
Als Urlaubsvertretung moderierten im Sommer 2016 auch Singa Gätgens sowie Juri Tetzlaff die Sendung.
| Moderatorenpaare                | Moderatorenpaare  | von                | bis                         |
| ------------------------------- | ----------------- | ------------------ | --------------------------- |
| Judith Pinnow                   | Stefan Pinnow     | 6. Januar 1996     | 27. Dezember 1997           |
| Pamela Großer                   | Dennis Wilms      | 3. Januar 1998     | 15. März 2003               |
| Pamela Großer                   | Malte Arkona      | 22. März 2003      | 8. Dezember 2007            |
| Katharina Gast                  | Malte Arkona      | 15. Dezember 2007  | 27. Dezember 2008           |
| Katharina Gast                  | Pete Dwojak       | 4. Januar 2009     | 25. März 2012               |
| Muschda Sherzada                | Pete Dwojak       | 6. Mai 2012        | 10. März 2013               |
| Muschda Sherzada                | Lukas Nimscheck   | 31. März 2013      | 9. März 2014                |
| Muschda Sherzada                | Malte Arkona      | 23. März 2014      | 28. Mai 2017                |
| Muschda Sherzada                | Johannes Zenglein | 19. März 2017      | 30. September 2018          |
| Jessica Schöne                  | Johannes Zenglein | 11. November 2018  | 1. Dezember 2019            |
| Muschda Sherzada                | Johannes Zenglein | 8. Dezember 2019   | 5. April 2020               |
| Amelie Stiefvatter              | Johannes Zenglein | 23. Mai 2020       | 13. März 2021               |
| Jessica Schöne Muschda Sherzada | Johannes Zenglein | 20. März 2021      | 9. April 2022 11. Juni 2022 |
| Laura Knöll                     | Johannes Zenglein | seit 18. Juni 2022 | seit 18. Juni 2022          |

## Ablauf

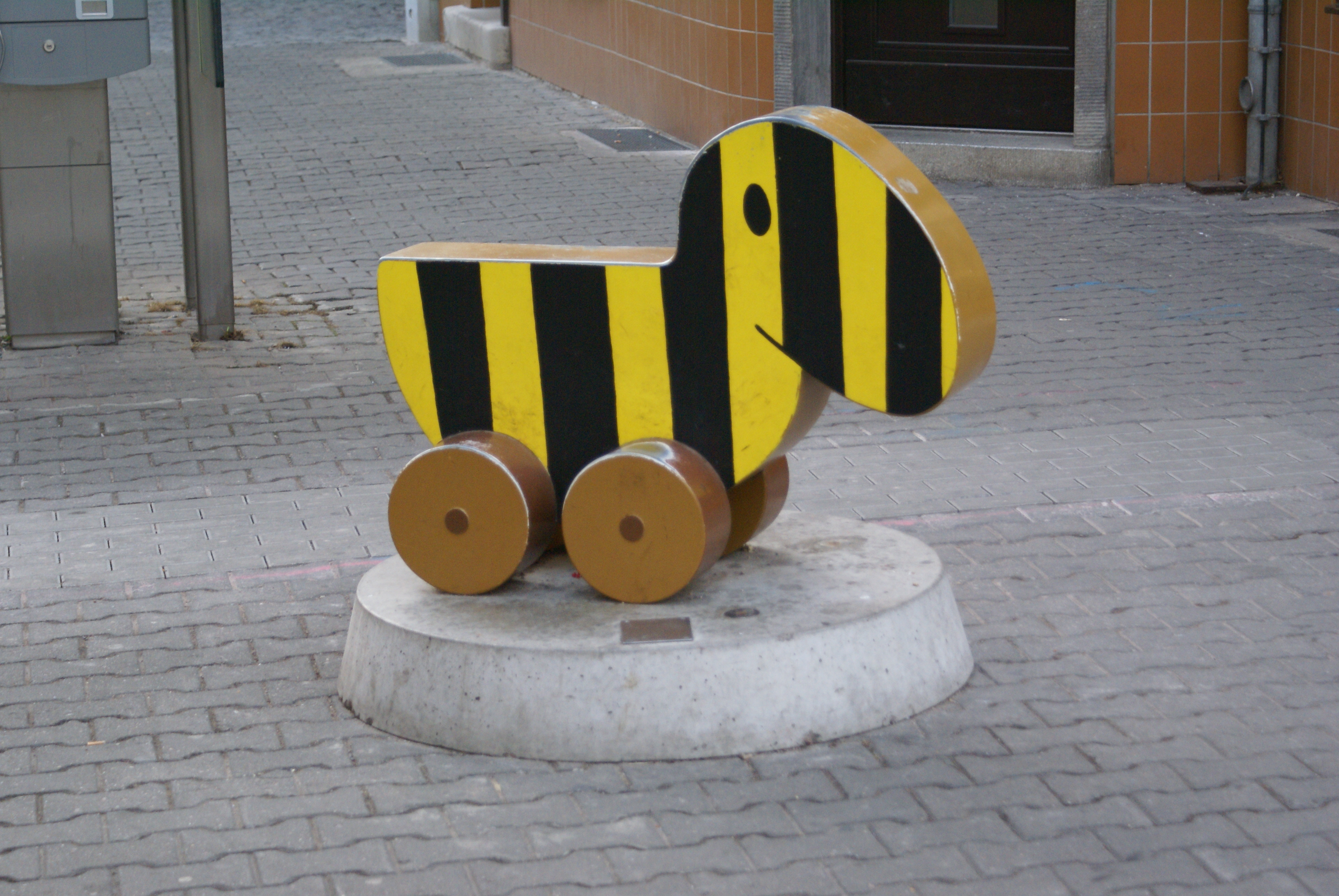
Die Tigerente

Seit Mai 2012 ist der Ablauf jeder Sendung derselbe. Die Tigerenten bzw. Frösche versuchen im Laufe der Sendung sogenannte „Notbremsen“ zu gewinnen, die im Finale eingesetzt werden können. Folgenden Ablauf gibt es in jeder Ausgabe:

### Spiel 1 – TeamCheck
Nachdem sich die Klassen und deren Lehrer vorgestellt haben, treten drei ausgewählte Schüler jeder Klasse in einem kleinen Duell an. Dabei müssen sie zum Beispiel ein vorgeschriebenes Tangram lösen oder Tischtennisbälle aus Plastikbechern herauspusten. Die Klasse, die es als erstes schafft, bekommt eine Notbremse.

### Spiel 2 – FroschHüpfen
Vor den Spielern liegt ein 3×3-Quadrat mit neun Lichtfeldern. Ihnen wird eine Kombination aus zehn Lichtern gezeigt, die sie sich merken müssen. Danach stellen sich die Spieler in die Mitte des Quadrats und müssen die Kombination nachhüpfen. Wer die längste Kette hat, gewinnt die Notbremse. In Falle eines Unentschieden gewinnen beide Teams eine Notbremse. Wenn beide Teams keine Felder richtig hüpfen gibt es keine Notbremse:

### Spiel 3 – Lattenknaller
In diesem Spiel treten beide Klassen gegeneinander an. Auf dem Bildschirm steht ein Nachbau des Spiels Pong. Die Klassen müssen mithilfe ihrer Stimmen die Latte nach oben befördern, je nachdem, wie laut die Klassen schreien. Wer nach einer Minute die meisten Tore erzielt, gewinnt die Notbremse. Im Falle eines Unentschieden gibt es für jedes Team eine Notbremse.
Anstatt des Spiels Lattenknaller wird seit März 2020 die TigerentenChallenge gespielt.

### Spiel 4 – ClubStar
In diesem musikalischen Spiel singen die Klassen um die Wette. Ein Spieler singt ein Lied und wird am Ende bewertet. Die Kriterien sind die Singgenauigkeit und die Performance. Wer die meisten Punkte hat, gewinnt die Notbremse. Im Falle eines Unentschieden gewinnen beide Teams eine Notbremse.

### Spiel 5 – WissQuiz
Die Teams stehen vor einem großen Bildschirm mit 6 Verschiedenen Kategorien und müssen mit dem Buzzer das Licht stoppen. Die Kategorie, wo das Licht stehen geblieben ist, wird den Team die Frage mit drei Antwortmöglichkeiten gestellt. Ist die Antwort richtig, bekommt das Team einen Punkt es sind maximal 3 Punkte möglich. Dabei haben sie auch einen „Klassen-Joker“ zur Verfügung. Wer nach Ablauf des Spiels die meisten Punkte erzielt, gewinnt die Notbremse. Im Falle eines Unentschieden gewinnen beide Teams eine Notbremse. Wenn beide Teams keine Fragen richtig beantwortet haben, bekommt kein Team eine Notbremse. 

### Spiel 6 – TeamDuell
Dabei treten die Teams in einem Ausdauerspiel gegeneinander an, das Spiel in dieser Spielrunde wechselt von Folge zu Folge. Zum Beispiel müssen die Teams riesige Dominos nacheinander platzieren, um am Ende der Kettenreaktion eine Konfettikanone auszulösen. Wer das vor dem gegnerischen Team schafft, gewinnt eine Notbremse.

### Spiel 7 – Kletterduell
Bei dem Spiel müssen die Tigerenten und die Frösche einen Parkour bestehen. Der Parkour wird von Folge zu Folge leicht verändert. Die Frösche beginnen und legen die Zeit vor, die Tigerenten versuchen diese Zeit zu schlagen. Wenn die Tigerenten die Zeit schlagen gewinnen sie die Notbremse, wenn nicht gewinnen die Frösche die Notbremse. Falls die Tigerenten die gleiche Zeit wie die Frösche schaffen (kann vorkommen), dann bekommen beide eine Notbremse.

### Finale – TigerentenRodeo
In Finale entscheidet sich, wer die Sendung gewinnt. Dabei sitzen die Kandidaten auf schaukelnden Tigerenten. Die Kandidaten müssen auf der Tigerente sitzen bleiben, während sie sich nur mit einer Hand festhalten dürfen. Wenn es zu gefährlich wird, können deren Teamkollegen die erspielten Notbremsen einsetzen, um die Tigerente kurzzeitig anzuhalten. Wer von der Tigerente fällt oder gegen die Regeln verstößt, verliert.
Nachdem der Sieger ermittelt wurde, findet die Übergabe der Trophäen statt. Danach schickt das Verliererteam dessen Lehrer baden, indem ein Buzzer betätigt wird. Danach wird der Lehrer voll gekleidet in ein riesiges Fass voll mit Wasser und Schaum getaucht. Im Anschluss wird den Gästen eine Tigerente überreicht. Im März 2020 wurden die Tauchfässer durch die Schleimdusche ersetzt.
Sollte der Endstand bei einem Spiel 0:0 stehen oder beide Teams geben das Spiel auf gibt es keine Notbremse

## Spin-Offs

### Tigerenten Club Xtra (2009–2012)
Ab Januar 2009 wurde neben der Spielshow auch das Magazin Tigerenten Club Xtra ausgestrahlt. Das Magazin bot Wissensvermittlung und Service für Kinder. Außerdem gab es Elemente wie Entdeckungsreisen und die Tigerentenreportagen sowie Neuigkeiten aus den Bereichen Kultur, Musik und Show. Die Sendung wurde von Pete Dwojak und bis 2012 auch von Katharina Gast moderiert.

### motzgurke.tv – Die Tigerenten-Reporter zeigen’s euch (2012–2016)
Ab dem 18. August 2012 wurde das Magazin durch das Wissens- und Comedyformat motzgurke.tv – Die Tigerenten-Reporter zeigen’s euch ersetzt. Die neue SWR-Kindersendung war im KiKA zu sehen, Wiederholungen liefen im Ersten, im SWR und im rbb Fernsehen. Am 20. März 2016 wurde motzgurke.tv vorerst eingestellt.

### Tigerenten Clubwelt
Die Tigerenten Clubwelt war ein kostenloser Online-Mitmachclub zu den Sendungen des Tigerenten Clubs. Die Online-Community bot den Kindern die Möglichkeit, sich mit anderen Mitgliedern auszutauschen, Anregungen für die Sendung zu liefern und sich aktiv an Aktionen zu beteiligen. Das Angebot der Clubwelt umfasste unter anderem Online-Spiele, einen Avatar-Chat sowie die periodisch erschienenen interaktiven Clubnews mit Reportagen, Quizfragen und diversen Tipps.

### Krass nass! Die Tigerenten Club Sommerspiele
In den zehn Folgen von Krass nass! Die Tigerenten Club Sommerspiele treten zwölf Kandidaten gegeneinander an und kämpfen sich in einem actionreichen Parcours durch Matsch, Schaum und Wasser.

### Tigerenten Club Spezial 2020 (Live-Sendung)
Wegen der Coronavirus-Pandemie und dem damit verbundenen Schulausfall in Deutschland hatte sich der SWR entschlossen, eine mehrstündige Live-Sendung als Tigerenten Club Spezial im SWR Fernsehen auszustrahlen. Die Moderation übernahmen Amelie Stiefvatter und Johannes Zenglein, die im Studio beispielsweise Fragen der Zuschauer mit Hilfe von Live-Schalten durch Virologen beantworteten. Auch wurden alte Folgen von Serien wie Tiere bis unters Dach oder Dein großer Tag gezeigt.

## Besondere Aktionen
Der Tigerenten Club organisiert seit 2005 Mitmachaktionen, wie zum Beispiel Afrika, Afrika im Jahr 2006 oder Augen auf – Kamera läuft in den Jahren 2007 und 2008. 2010 veranstaltete der Tigerenten Club den Filmwettbewerb „Zukunft – Action“. Hier konnten Kinder selbst gedrehte Filme zum Thema Zukunft einreichen. Am 11. Januar 2011 wurden die Gewinner in fünf Kategorien veröffentlicht.

## Mitwirkende
Der Tigerenten Club wird vom SWR produziert und wurde von 1996 bis 2019 im Stauferpark in Göppingen aufgezeichnet. Seit März 2020 werden die Sendungen in den SWR-Studios in Baden-Baden aufgezeichnet. Von 2004 bis 2019 war unter anderem Ralph Staudte für die Bildmischung verantwortlich. Regie führten unter anderem Andie Oesterle, Wolfgang Rommel, Thomas Münch, Rolf Stephan, Ralph Staudte und David Vodicka.

## Sendungen und Serien
- Achtung: Streng geheim!
- Antje
- Abenteuer in den Weiden
- Auf der Suche nach der Schatzinsel
- Das Geheimnis des Sagala
- Der kleine Vampir – Neue Abenteuer
- Der Wunschpunsch
- Die Littles
- Die Pfefferkörner
- Die Sonnenlanze
- Die Verwandlungsmaschine
- Drei tolle Nullen
- DuckTales – Neues aus Entenhausen
- Der blaue Sauser
- Ein Fall für B.A.R.Z.
- Ein Fall für Mandy
- Geheimnis um Rom
- Isnogud
- Janoschs Traumstunde
- Johnny und Johanna
- Looney Tunes (alte Synchronisation)
- Mowgli – Neue Abenteuer aus dem Dschungel
- Neues vom Süderhof
- Oliver Twist
- Papa Löwe und seine glücklichen Kinder
- Renaade
- SimsalaGrimm
- Sissi
- Snobs
- Spuk am Tor der Zeit
- Titeuf
- Tracey McBean
- Vorsicht! Hund
- Walter Mellon
- WinneToons

## Auszeichnungen
Die Sendung und ihre Moderatoren gewannen zahlreiche Preise, darunter mehrere Goldene Spatzen und folgende:
- 2006 erhielt Joachim A. Lang stellvertretend für die redaktionelle Gesamtleistung den Bayerischen Fernsehpreis für die Sendereihe Tigerenten Club.[9]
- 2007 Medienethik-Award für das einzigartige crossmediale Konzept.[10]

## Sonstiges
- Ebenfalls auf die Janosch-Figur der Tigerente bezieht sich die Zeichentrickserie Die Tigerentenbande.
- Am 29. November 1997 feierte die Show ihre 100. Sendung.
- Am 30. Oktober 1999 wurde im Ersten die 200. Sendung gefeiert.
- Am 29. September 2001 feierte der Tigerenten Club seine 300. Sendung im Zirkus Roncalli.
- Am 13. September 2003 feierte die Sendung mit einem Thema von Tobias Fischnaller, der als Abenteurer für Fahrrad und Ski auftrat, die 400. Sendung.
- Am 10. September 2005 feierte die Sendung komplett live in Nairobi die 500. Ausgabe.
- Im Jahr 2006 feierte die Sendung mit vielen Themen ihren zehnten Geburtstag.
- In der zweiten Hälfte des Jahres 2007 feierte der Tigerenten Club die 600. Sendung.
- Am 5. Juli 2009 feierte der Tigerenten Club die 700. Sendung.
- Am 3. April 2011 feierte der Tigerenten Club im Ersten mit einer Jubiläumssendung seinen 15. Geburtstag.
- Am 18. Dezember 2011 feierte der Tigerenten Club die 800. Ausgabe.
- Am 23. März 2014 gab es eine ganz große Rückkehr von Malte Arkona.
- Am 27. April 2014 feierte der Tigerenten Club die 900. Sendung.
- Im Jahr 2014 wurde bekannt gegeben, dass die Sendung wegen Sparplänen Ende 2016 nach Baden-Baden umziehen soll. Im selben Jahr wurde bekannt, dass der SWR den geplanten Umzug auf 2019 oder 2020 verschoben hat, um vorerst in Göppingen zu bleiben.[11]
- Im Jahr 2016 feierte der Tigerenten Club sein 20-jähriges Jubiläum.
- Am 20. November 2016 wurde die 1000. Sendung ausgestrahlt.
- Am 26. Februar 2017 gab es erstmals den großen Spielemarathon in der Sendung.
- Am 19. Mai 2019 wurde die 1100. Sendung ausgestrahlt, in der es sich rund um Europa drehte.
- Am 14. November 2019 wurde der Tigerenten Club das letzte Mal in Göppingen produziert. Die letzte Sendung aus dem Stauferpark wurde am 5. April 2020 ausgestrahlt.[12]
- Im März 2020 hielt der neue Tigerenten Club in den SWR-Studios in Baden-Baden seinen Einzug. Die erste Sendung sollte am 18. April 2020 laufen und live in Stuttgart produziert werden, während die Spiele zuvor in Baden-Baden aufgezeichnet werden sollten. Über die Website sollen sich auch die Zuschauer an der Sendung beteiligen können. Aufgrund der Coronavirus-Pandemie wurde jedoch der Starttermin für die erste Sendung aus Baden-Baden verschoben.[13] Die erste Sendung aus Baden-Baden wurde am 23. Mai 2020 ausgestrahlt.[14] Die erste Live-Sendung aus Stuttgart lief am 31. Oktober 2020.
- Im Jahr 2021 feierte der Tigerenten Club sein 25-jähriges Jubiläum.
- Am 12. Februar 2022 wurde die 1200. Folge der Sendung ausgestrahlt.
- Am 6. Juli 2024 wurde die 1300. Folge der Sendung ausgestrahlt.

## Specials
Seit 1999 gibt es auch Specials zur Sendung, die ab und zu Mal ausgestrahlt werden.
- 1. Kinder-Silvesterparty 1999
- 2. Die Tigerenten Club Super Show
- 3. Freunde ohne Grenzen – Kinder gegen Fremdenangst und Fremdenfeindlichkeit
- 4. Mit der Tigerente in New York
- 5. „Internationales Jahr der Berge“ – Mein erster Viertausender
- 6. Best of Tigerenten Club 2002
- 7. Mit Pamela, Dennis, Tigerente & Frosch durch Russland
- 8. Venedig
- 9. Best of Tigerenten Club 2003
- 10. Entdeckungsreise durch Baltikum
- 11. Tigerenten Club – Extralarge – Eine wunderbare Reise durch die Welt der Tigerente
- 12. Wissenschaftssommer 2004
- 13. Wissen macht Spaß – Jahresaktion 2004
- 14. Best of Tigerenten Club 2008
- 15. Die Tigerenten Club Waldchallenge mit Peter Wohlleben